# Stootie
Stootie était une plate-forme en ligne communautaire et collaborative,,.

## Historique
En 2011, Jean-Jacques Arnal crée Stootie.
En 2012, Stootie effectue sa première collecte de fonds d'un montant 400 000 € avec notamment des investisseurs tels que Xavier Niel ou Jean-David Blanc[réf. souhaitée]. 
En décembre 2013, Stootie lance une fonctionnalité qui permet de vendre ou acheter des biens. Fin 2013, Stootie effectue sa deuxième collecte de fonds de 420 000 €. Xavier Niel et Jean-David Blanc. En avril 2015, la startup reboucle un tour de table d’1,2 million d’euros.
En février 2016, Stootie compte 400 000 utilisateurs.
En septembre 2016, Stootie annonce une nouvelle collecte de fonds de 7,4 millions d’€ avec des investisseurs tels que la MAIF, BPI France, une family office et les investisseurs historiques,,.
La collecte de fonds de septembre est complétée par un family office et atteint 9,25 millions d’euros en décembre 2016,,,.
En novembre 2017, Stootie compte plus d'un million de membres et enregistre près de 1 000 demandes par jour et s’appuie sur un total de demandes représentant 2,5 millions d’euros.
En mars 2018, en marge du lancement d'une offre destinée à l’intérieur et à la décoration baptisée « Home », Stootie revendique 1,3 million d'utilisateurs.
En redressement judiciaire depuis le 18 octobre 2018, puis en liquidation judiciaire simplifiée, Stootie est rachetée par la société Haltae, filiale de CDiscount,. Au moment de son rachat, Stootie a levé près de 10 millions d'euros pour un chiffre d'affaires annuel de 64 000 euros.
Le 15 décembre 2021, l'application ferme définitivement et les services de Stootie cessent toute activité.

## Concept et fonctionnement
Les personnes peuvent à la fois proposer et demander un service dans différents domaines,.